# 書上奈朋子
書上 奈朋子（かきあげ なほこ）は、日本の音楽家。

## 来歴
日本音楽コンクール作曲部門 3位入賞後、東京芸術大学音楽学部作曲科入学・卒業。

### OPERA
大学在学中に相良奈美と音楽ユニット「OPERA」結成。1992年よりニース、パリ、ベルリン、ストックホルム等ヨーロッパ各地のフェスティバルを中心にコンサート活動を開始。ロカルノ映画祭では山口勝弘とコラボレーションを行いメディア・パフォーマンス部門グランプリ受賞。

### ジ・エキセントリック・オペラ
1996年より「ジ・エキセントリック・オペラ」として日本で活動を開始。エピックレコードジャパンから4枚のアルバムをリリース。
当初はリキッドルーム、yellow、GOLDなどでライブを行っていた。衣装は活動に賛同した山崎ユミが創業したショップ「四谷AZZLO」がすべて提供。
2ndアルバム『HYMN』からアートディレクターに信藤三雄が就任。方向転換。シルビィバルタン「あなたのとりこ」やチャイコフスキー「弦楽セレナーデ」の多重録音によるアンビエントなアレンジが話題となりメディアに多く進出。
4thアルバム『PARADISO』発売後突如解散。ソロ活動に転向。解散後、フジテレビ「ザ・ノンフィクション」テーマ「サンサーラ」を含むベスト・アルバムを2004年にリリース。これは歌手が相良奈美ではなく「リカコ」である。以降中孝介をはじめ歌手が歌い続ける。

### ソロ転向後
ソロ転向後は自ら歌い、ポニーキャニオンより『BAROQUE』『Psalm』をリリース。ソロアルバムではオリジナル曲が大半を占めるが、誰でも知っているクラシック曲や民謡を題材にしたアレンジの独自性が目立つ。オリジナル曲では初の日本語曲「愛されない恋人」が有名である。その後リリースしたアルバム『Requiem』では大半が日本語になった。
同じくポニーキャニオンから2001年にデビューしたアンサンブル・プラネタのプロデュースをオーディションより一貫して続けており、そのレパートリーは膨大である。
クラシカルクロスオーバーの先駆者、ポストクラシカル等と言われるものの、ジャンルに分類できない唯一無二の音楽世界を作り続ける。

## OPERA
- 1992年
  - クリストフ・シャルルと共に「谷中ふるふる」でライブ
  - 9月24日 新宿X-point 若桑江織、京田知己 映像によるライブ
  - MAMAC（ニース）ライブ
  - BERLIN URBANE ABORIGINALEフェスティバル ライブ
  - 第1回世界環境芸術会議「メディアオペラ」 淡路島
- 1993年 
  - Image Synapse「Japan Culture Festiva 」 Parisユネスコホール
  - 第14回ロカルノ国際ビデオアートフェスティバル スイス ロカルノ
  - ザ・ビーム・フェスティバルビームホール 東京 Lighting image 山口勝弘 森脇裕之 森真弓
  - 「巨大都市の原生」すみだリバーサイドホールイベントホール
- 1994年
  - SOMMER THEATER FESTIVAL HAMBURG
  - CAFE GLOCKSEE  ハノーファー ライブ

## ジ・エキセントリック・オペラ
ジ・エキセントリック・オペラを参照。

## 書上奈朋子ソロ

### アルバム
1. BAROQUE/バロック（2002年11月7日）ポニーキャニオン[9]
2. Psalm 詩編（2004年11月17日）ポニーキャニオン[10]
3. Requiem（2018年11月14日）kakiAge[11]
4. Quiet Diary（2018年）kakiAge[要出典]
5. EMPTINESS（2021年）kakiAge[12]

### 参加作品
- 『アリア』／宮本文昭（2001年9月19日）（2〜9曲目に参加）[13]
- Nothing but（turan. ）上田健一郎との共作（2002年3月20日）
- Wabby&Sabian ヴォーカル 内田マヤ（2002年9月6日）
- 『シエスタ』／木住野佳子[14]（10.コルコバード）（2002年9月25日）UMJ/GRP
- ミルクチャポンサウンドトラック オープニング（2012年11月28日メロディー・パンチ）
- 『CLE』／クレモンティーヌ[15]（8.Romance d'Autrefoie（過ぎ去った恋））（2003年6月4日）エピックレコードジャパン
- 『結晶』／ゆいこ[16]（3.アゲハチョウ）（10.ISOTONIC）（2004年1月21日）ワーナーミュージック・ジャパン
- 『マジック・オブ・ラブ』／藤岡宣男[17]（2004年9月15日）日本クラウン
- Yucca／Yucca（2008年1月16日）（ポニーキャニオン）
- IL VENTO E LE ROSE イルベントエレローゼ 愛するということサウンドトラック（2009年4月15日）[18]
- 『JUSTESS』／杏子（2010年11月17日）（オーガスタ・レコード）
- テンプラム・フレクエンティア〜素粒子の記憶〜 KEK 40周年イベント音楽担当

### アニメ・ゲーム vocal参加
- 『Mirrorball Flare』／松井寛（2014年3月12日）（6 Warm Darkness）
- 文豪ストレイドッグスサウンドトラック02岩崎琢（2016年12月28日）（14. kante）
- 『劇場版 魔法科高校の劣等生 星を呼ぶ少女』サウンドトラック（2018年1月24日）（12. kielo）[19]
- 映画『文豪ストレイドッグス DEAD APPLE(デッドアップル)』サウンドトラック（2018年3月3日）（19.Nestio）[20]
- ロード オブ ヴァーミリオンIV サウンドトラック岩崎琢（2018年6月27日）
- 『ユリシーズ ジャンヌ・ダルクと錬金の騎士』サウンドトラック岩崎琢（Disc2-9.Unt cooh Mozs）（2018年12月9日）[21]
- 文豪ストレイドッグスサウンドトラック03岩崎琢（2019年7月31日）[22]
- NHKよるドラ「閻魔堂沙羅の推理奇譚」（2020年）
- 「劇場版モノノ怪」（2024）
- TBS系「日曜劇場」ドラマ「御上先生」（2025）　鷺巣詩郎作曲　テーマ曲や仰げば尊しvocaliseバージョンなど担当[23]

### 映画・メディア
- 弟切草 監督 下山天
- 白昼夢 監督 高田弘隆 主演 知花くらら
- ジブリ種山が原の夜 音楽担当
- NHK総合テレビ「特報首都圏」テーマ作曲
- キリン秋味CM「CIRCOLAR」[24]
- メナード化粧品CM「della colpa mia」
- パラッツォ東京プラザ 「ヴェネチア篇」2009年
- TBCCM冬の女王ジャパンビューティ
  - ソチ五輪上村愛子（オリジナル書き下ろし・歌唱）
- 日野自動車 CM「HINO DUTRO（ヒノノニトン）」
  - バッハ 主よ、人の望みの喜びよ アレンジ
- ミルクチャポン オープニング曲・ナレーション
- ORBIS AQUA FORCE CM 真木よう子使用曲　パッへルベル「カノン」
- コーセープロビジョン米肌CM『触れたくなる肌』（2012年9月）
  - 曲「ハバネラ」歌：戸丸華江出演：国生さゆり 冨永愛 佐藤かよ 佐々木蔵之介
- 2017年「岡本太郎とメディアアート 山口勝弘 受け継がれるもの」川崎市岡本太郎美術館 「メディアオペラ2017」アンサンブル・プラネタ、クリストフ・シャルルと共に演奏。森脇裕之司会でのレクチャー。

### アンサンブル・プラネタ
アンサンブル・プラネタ#リーダー作品を参照